# سیارک ۲۷۴۱۲
سیارک ۲۷۴۱۲ (به انگلیسی: 27412 Teague، نامگذاری:2000EY137) بیست و هفت هزار و چهارصد و دوازدهمین سیارک کشف شده‌است که در ۱۰ مارس ۲۰۰۰ کشف شد.